# Shefki Hysa
Shefki Hysa (né le 20 juillet 1957 à Ersekë) est un écrivain et journaliste albanais.

## Biographie
Il a poursuivi ses premières études au village de Shalës à Konispol.
En 1976, il a continué ses études de lycée à Konispol, région de Tchameri. En 1989, Shefki Hysa a obtenu un diplôme en langue et littérature auprès la Faculté des Lettres à l’Université de Tirana.
À la suite de ses études, il a effectué plusieurs spécialisations en tant que journaliste dans le domaine des éditions et des relations publiques et internationales.
Pendant les années 1991-1997, Shefki Hysa a travaillé comme journaliste pour le journal Tchameria et rédacteur en chef des journaux Kombi et Dielli. Il a dirigé et continue de le faire, l'Association Culturelle “Bilal Xhaferri”, et les Éditions Bilal Xhaferri. Depuis 1995, il est éditeur et rédacteur en chef de la revue mensuelle L’Aile de l’Aigle.
Shefki Hysa est secrétaire de l’Union des Écrivains et des Artistes de l’Albanie. 
Depuis 1997, il fait partie de l’administration du parlement albanais.

## Œuvres
- L'Oiseau et le Diable, contes (1992), Éditions “Bilal Xhaferri”.
- Otages de la paix, roman (1994), Éditions  “Bilal Xhaferri”.
- Le Paradis maudit, roman (1997), Éditions “Bilal Xhaferri”.
- Confessions d’un voleur, contes (1999), Éditions “Arbëria”.
- Arôme de Tchameri, contes (2004), Éditions “Bilal Xhaferri”,  (ISBN 99927-960-1-4)
- Les Fausses Merveilles, contes (2005) Éditions “Bilal Xhaferri”,  (ISBN 99927-960-0-6)
- La Diplomatie de l'abnégation, essai (2008) Éditions « Kristalina KH »,  (ISBN 978-99956-650-3-6)
- Rédacteur de la nouvelle La P…  respectueuse (1992), de Jean-Paul Sartre.
- Rédacteur de la romance L’Amour fatal (1992), de l'écrivain Alfred de Musset.
- Rédacteur de la romance Amour ensanglantée (au-delà des longueurs) (1992), de l'écrivain Bilal Xhaferri.
- Rédacteur du roman “Krasta Kraus (Berat a cédé)” (1993), de l'écrivain Bilal Xhaferri. '  (ISBN 99943-904-5-7).
- Rédacteur de la nouvelle “A l’envahissement des vikings” (1993), de l'écrivain Pjetër Arbnori.
- Rédacteur de la romance “La Belle avec l’ombre” (1994), de l'écrivain Pjetër Arbnori.
- Rédacteur  du volume poétique “La treille des larmes” (1995), du poète Namik Mane.
- Rédacteur du volume de contes  “Une nuit ordinaire” (2003), écrit par Namik Mane.
- Rédacteur du roman “Avec nos pattes nous avons parcouru le monde” (2007), écrit par Xhulia Xhekaj.
- Auteur de l’esse “La littérature condamné a mort par la politique”, journal “Shqip”, 10 septembre 2007.
- Auteur de l’esse “Littérature, après la mort”, revue “Krahu i shqiponjës”, no.81, 2007, etc., etc., et d’autres œuvres.